# جان سیمپسون (مقامات پلیس)
جان سیمپسون (انگلیسی: John Simpson؛ ۱۳ فوریه ۱۹۳۲ – ۱۰ فوریه ۲۰۱۷) پلیس، و وکیل اهل ایالات متحده آمریکا بود. او اولین دبیرکل آمریکایی پلیس بین‌الملل بود که در سال ۱۹۸۴ به این سمت منصوب شد و تا سال ۱۹۸۸ رئیس اینترپل بود. سیمپسون شانزدهمین مدیر سرویس مخفی ایالات متحده آمریکا بود که از سال ۱۹۸۱ تا ۱۹۹۲ خدمت کرد. او از سال۱۹۶۲ به سرویس مخفی ایالات متحده آمریکا پیوست.